# Missy Gold
Missy Gold (* 14. Juli 1970 in Great Falls, Montana als Melissa Fisher) ist eine US-amerikanische Schauspielerin.

## Leben
Gold wurde als Tochter von Joe und Bonnie Fisher ein Jahr nach ihrer Schwester Tracey geboren. 1973 heiratete deren Mutter Harry Goldstein und beide Töchter wurden von ihrem neuen Ehemann adoptiert. Harry und Bonnie Goldstein hatten drei weitere Töchter – Brandy, Jessie und Cassie. Die vier Geschwister Tracey (bekannt durch ihre Rolle der Carol Seaver in Unser lautes Heim), Brandy (bekannt durch ihre Rolle als Alexis in Chefarzt Dr. Westphall), Jessie (verschiedene Nebenrollen in amerikanischen Fernsehserien) und Missy sind alle Schauspieler und verwenden als Künstlernamen die verkürzte Version ihres Nachnamens.
Neben verschiedenen Gastrollen in Serien wie Trapper John, M.D. hatte Gold eine Hauptrolle in der Sitcom Benson. Nach Benson beendete sie ihre Schauspielkarriere und begann ein Studium an der Georgetown University, das sie mit einem Dr. phil. an der California School of Professional Psychology abschloss. Heute arbeitet sie unter dem Namen Melissa Gold als Psychologin in Maine.

## Auszeichnungen
Missy Gold war in den Jahren 1981 bis 1985 für den Young Artist Award nominiert und konnte ihn 1984 gewinnen.